# 52 км (Новосибирская область)
52 км — железнодорожный разъезд (населённый пункт) в Искитимском районе Новосибирской области. Входит в Совхозный сельсовет.
Законом Новосибирской области от 31 января 2017 года № 140-ОЗ название населённого пункта было изменено с «Остановочная Платформа 52 км» на железнодорожный разъезд «52 км».

## География
Площадь населённого пункта — 2 гектара

## Население
| 2002 | 2007 | 2010 |
| ---- | ---- | ---- |
| 61   | ↗70  | ↘65  |

## Инфраструктура
В населённом пункте по данным на 2007 год отсутствует социальная инфраструктура.